# Kimolos

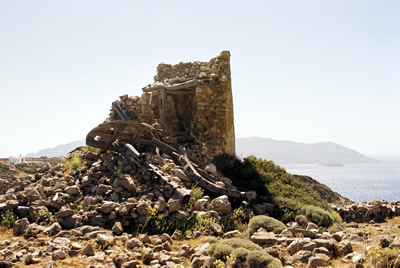
Ruïne van een molen

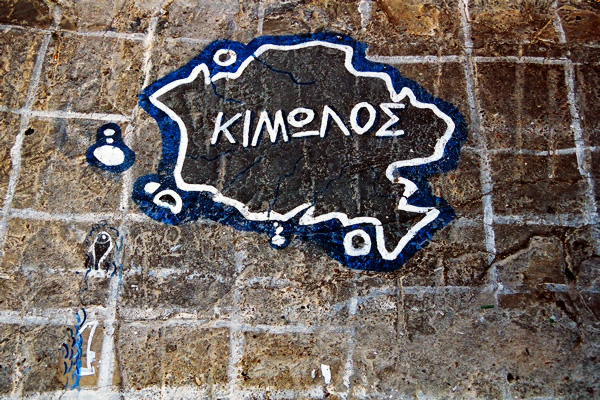
Afbeelding van het eiland

Kimolos (Grieks: Κίμωλος) is een eiland dat behoort tot de Cycladen, een Griekse eilandengroep die zich in de Egeïsche Zee bevindt, ten oosten van de Peloponnesos en ten noorden van Kreta. Dit eiland is een Griekse gemeente (dimos), en hoort bij de regionale eenheid (periferiaki enotita) Milos, in de bestuurlijke regio (periferia) Zuid-Egeïsche Eilanden.

## Algemeen
Kimolos ligt net ten noordoosten van het eiland Milos en ten zuidwesten van het eiland Sifnos.

## Haven
De haven van Psathi ligt in het zuidoosten van het eiland, niet ver van de belangrijkste plaats Kimolos (Chorio).
Er is een veerdienst tussen Kimolos en Pollonia op Milos, maar Kimolos is ook bereikbaar via vaardiensten vanaf Piraeus, de haven van Athene.

## Toerisme
Het is een eiland waar het toerisme minder is dan op andere eilanden. Het eiland herbergt de kleine zandstranden Prasa en Psatha.

## Hoofdstad
Kimolos (Chorio) is de hoofdstad van het eiland; hier woont 90% van de bevolking.

## Volksfeesten
- 21 november Taxiarchis
- 5 oktober Osia Methodias
- 27 juli Agios Pantheleimon
- 20 juli Profitis Ilias